# Zied Azizi
Zied Azizi (* 11. Juni 1991) ist ein ehemaliger tunesischer Leichtathlet, der sich auf den 400-Meter-Hürdenlauf spezialisiert hat und aktuell Inhaber des Landesrekordes ist.

## Sportliche Laufbahn
Erste internationale Erfahrungen sammelte Zied Azizi im Jahr 2010, als er bei den Arabischen Juniorenmeisterschaften in Kairo in 48,39 s den sechsten Platz im 400-Meter-Lauf belegte und über 400 m Hürden in 51,90 s die Silbermedaille gewann. Anschließend schied er bei den Juniorenweltmeisterschaften im kanadischen Moncton mit 51,84 s im Halbfinale über 400 m Hürden aus. 2012 kam er bei den Afrikameisterschaften in Porto-Novo mit 51,25 s nicht über den Vorlauf hinaus und auch bei den Afrikameisterschaften 2014 in Marrakesch verpasste er mit 51,76 s den Finaleinzug. 2017 gewann er bei den Arabischen Meisterschaften in Radès in 50,05 s die Bronzemedaille hinter den Algeriern Abdelmalik Lahoulou und Miloud Rahmani und im Jahr darauf gewann er bei den Mittelmeerspielen in Tarragona mit neuem Landesrekord 49,13 s die Bronzemedaille hinter dem Algerier Lahoulou und Yasmani Copello der Türkei. Anschließend gewann er auch bei den Afrikameisterschaften in Asaba in 49,48 s die Bronzemedaille hinter Lahoulou und Cornel Fredericks aus Südafrika. 2019 beendete er dann seine aktive sportliche Karriere im Alter von 28 Jahren.

## Persönliche Bestleistungen
- 400 Meter: 47,29 s, 22. Mai 2016 in Reims
- 400 m Hürden: 49,13 s, 29. Juni 2018 in Tarragona (tunesischer Rekord)